# Adelheid von Habsburg-Lothringen

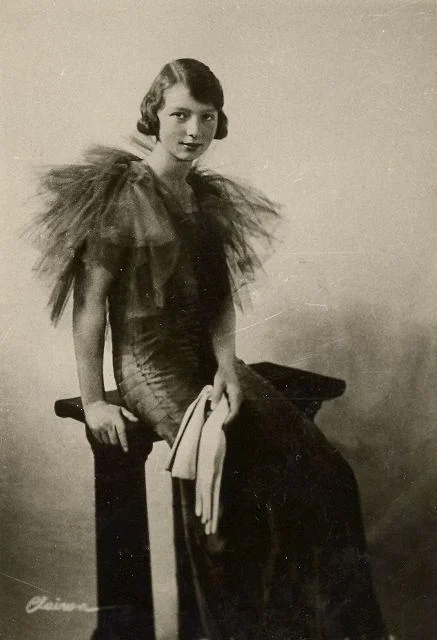
Adelheid Habsburg-Lothringen

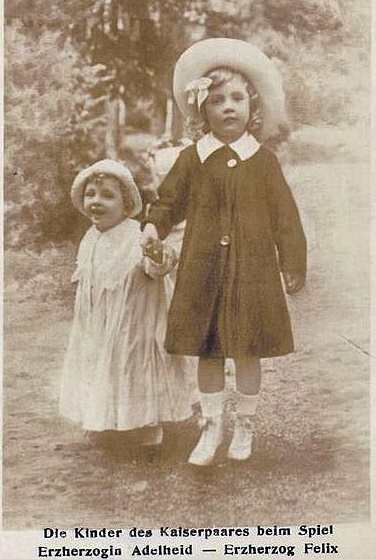
Adelheid Habsburg-Lothringen (re.) und ihr jüngerer Bruder, Felix Habsburg-Lothringen, 1918

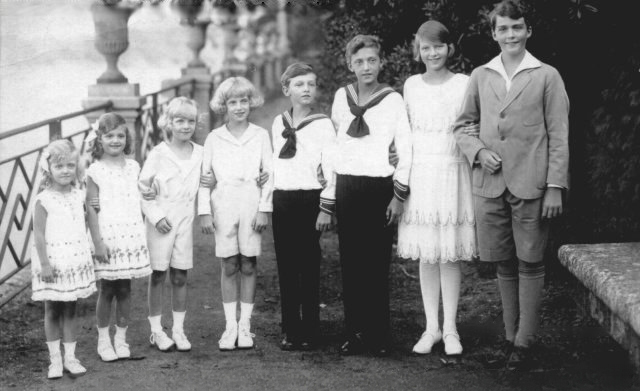
Die Kinder des Kaiserpaares: Otto, Adelheid, Robert, Felix, Carl Ludwig, Rudolph, Charlotte und Elisabeth (von rechts nach links)

Adelheid von Habsburg-Lothringen, vollständiger Name Adelheid Maria Josepha Sixta Antonia Roberta Ottonia Zita Charlotte Louise Immaculata Pia Theresia Beatrix Franziska Isabella Henriette Maximiliana Genovefa Ignazia Marcus d’Aviano (* 3. Jänner 1914 in Schloss Hetzendorf, Wien; † 2. Oktober 1971 in Pöcking, Bayern) war das zweite Kind und die älteste Tochter des letzten österreichischen Kaisers, Karl I., und seiner Gemahlin Zita von Bourbon-Parma.

## Leben
Vier Tage nach ihrer Geburt wurde Adelheid vom Fürsterzbischof der Erzdiözese Wien, Kardinal Friedrich Gustav Piffl, getauft. Als ihre Taufpaten fungierten ihre Großmutter väterlicherseits, Maria Josepha von Sachsen, und ihr Onkel mütterlicherseits, Sixtus von Bourbon-Parma.
Nach der Niederlage Österreich-Ungarns im Ersten Weltkrieg und der Regierungsverzichtserklärung Karls I. wurde am 12. November 1918 die Republik Deutsch-Österreich ausgerufen. Da der letzte Kaiser sich nicht als Staatsbürger der Republik bekennen wollte, ging er mit seiner Familie, darunter der erst fünfjährigen Adelheid, im Frühjahr 1919 ins Exil in die Schweiz. Als die Familie 1922 auf Madeira lebte (dorthin hatten die Kriegssieger ihren Vater nach zwei Restaurationsversuchen in Ungarn verbannt), starb ihr Vater am 1. April an einer Lungenentzündung. Adelheids Mutter lebte mit den Kindern dann vor allem in Spanien.
Auch im Exil wurde Adelheid ganz im Sinn einer österreichischen Prinzessin erzogen. Sie sprach nicht nur Deutsch und Ungarisch, sondern erlernte auch die tschechische und die kroatische Sprache. Nach dem Besuch eines Brüsseler Gymnasiums studierte sie in Löwen und erlangte 1938 in den Disziplinen der Staats- und Wirtschaftswissenschaften den Doktorgrad. Ab 1935 durfte sie wieder in Österreich leben. Nach dem „Anschluss“ Österreichs an das nationalsozialistische Deutsche Reich im März 1938 emigrierte sie in die Vereinigten Staaten und nach Kanada. An der Fordham University in New York City wirkte sie als Professorin für Soziologie.
Nach dem Ende des Zweiten Weltkriegs (1945) kehrte sie nach Europa zurück und engagierte sich zunächst auch für Kriegsflüchtlinge. In den 1950er Jahren widmete sie sich dem Journalismus, bereiste Afrika und erwarb den Ruf einer Kennerin dieses Kontinents. Später arbeitete u. a. für ihren älteren Bruder Otto von Habsburg. 1966 leistete Adelhaid ihre Verzichtserklärung und konnte Österreich erneut einige Male besuchen. Adelheid blieb unverheiratet. Sie starb 1971 im Alter von 57 Jahren, mehr als 17 Jahre vor ihrer Mutter, und wurde in Tulfes bei Innsbruck beigesetzt.